# Agnès Dürer

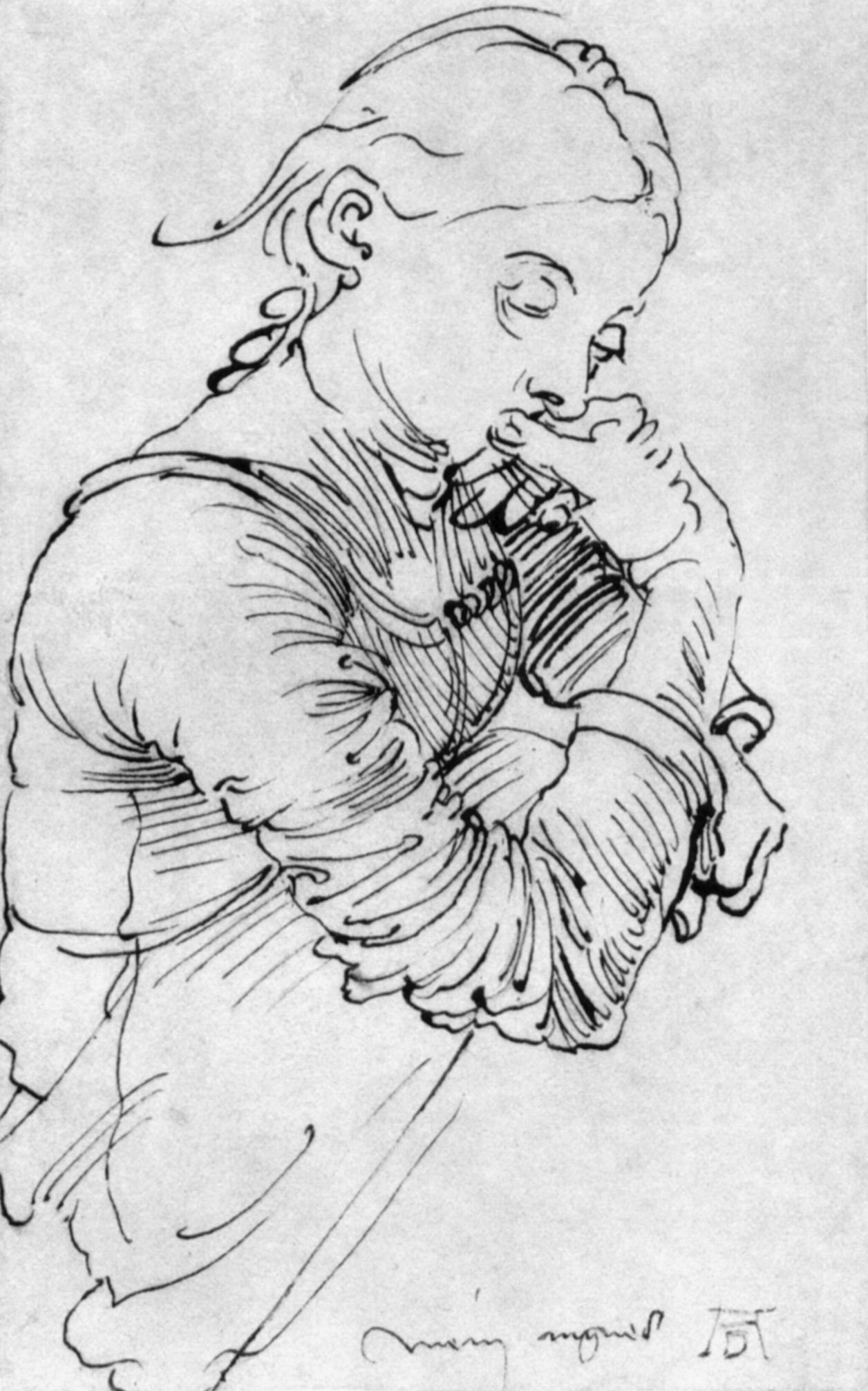
Mi Agnes (Mein Agnes), dibujo de Alberto Durero de 1494.

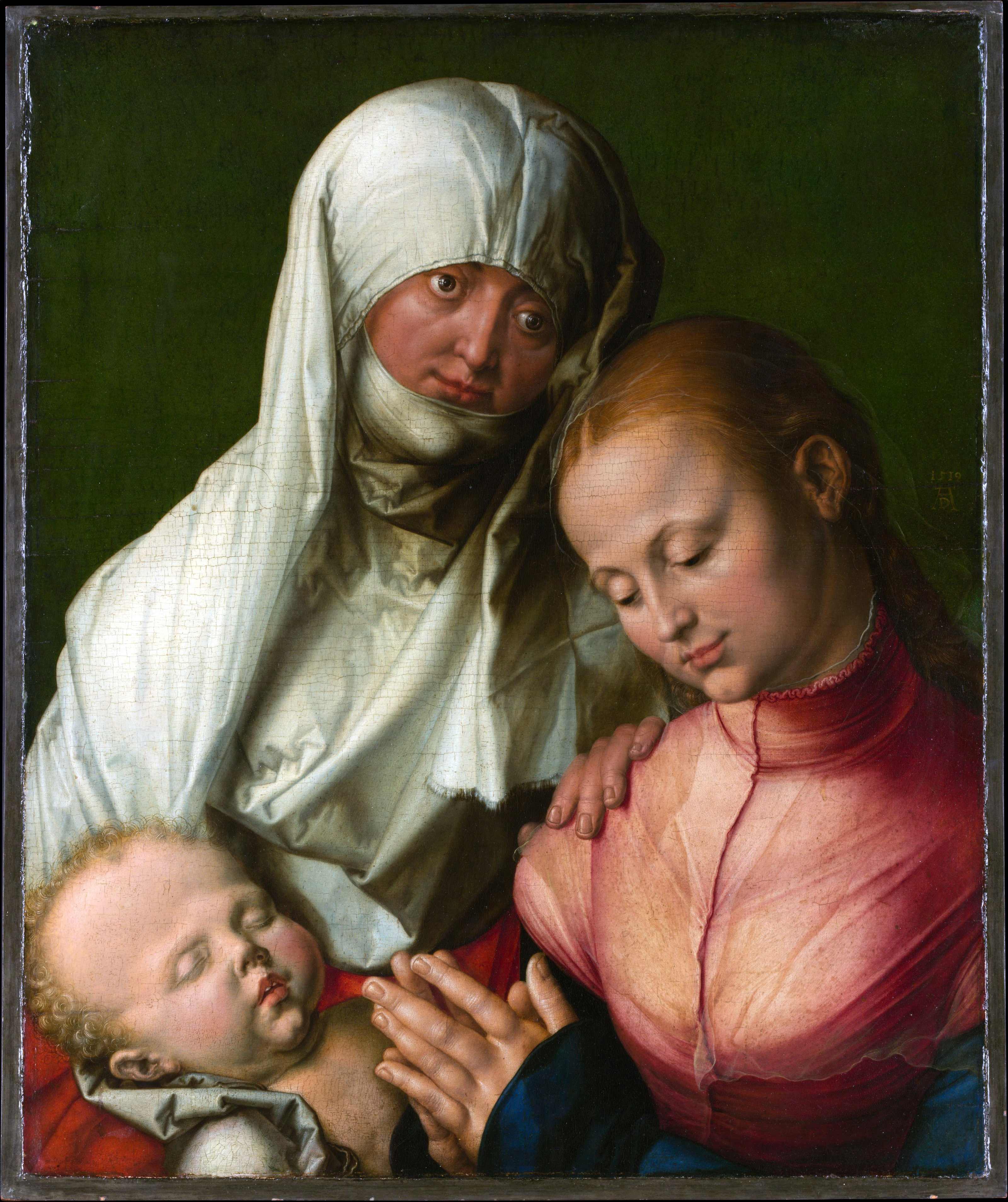
Agnes Dürer, modelo de Santa Ana, 1519, Metropolitan Museum of Art, Nueva York.

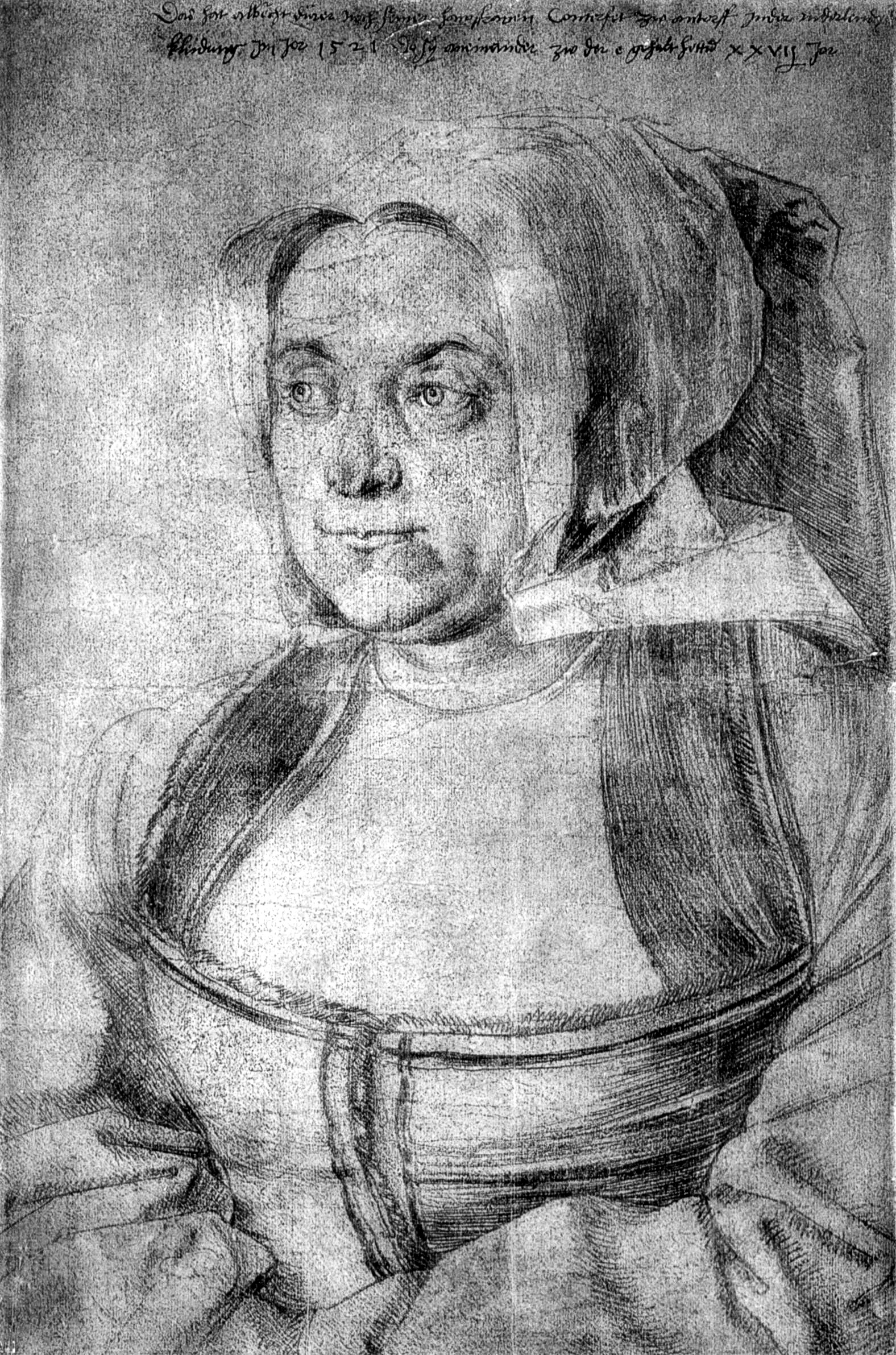
Agnès, con ropa holandesa, 1521.

Agnès Frey (Núremberg, 1475 - íd., 28 de diciembre de 1539), de casada Agnès Dürer y por ello conocida en español como Inés Durero, fue la esposa de Alberto Durero, que la retrató en varias ocasiones.

## Biografía
Agnès Frey era hija del herrero y fabricante de laúdes Hans Frey y de su mujer Ana, miembro de la familia prominente Rummel. El 7 de julio de 1494 se casó con Alberto Durero, al que sus padres obligaron a interrumpir su gran viaje por Europa para celebrar el enlace. Según la crónica familiar, ella portaba una dote de doscientos florines. 
Agnès posó como modelo para Durero en varias ocasiones. Un dibujo de 1494 es su primer retrato conocido. Fue la modelo para la Santa Ana de la Virgen con el Niño y santa Ana y la retrató en otro dibujo, vestida de holandesa.
Se encargaría también de vender las estampas del pintor en varios mercados, especialmente en los de Leipzig y Fráncfort, aunque normalmente visitaba el mercado semanal de Núremberg. Lo acompañó además en su viaje por Holanda de 1520-21. 
El matrimonio no tendría hijos. Al parecer, la unión no fue feliz, como lo indican las cartas de Durero en las que bromea con Willibald Pirckheimer en tonos extremadamente duros sobre su esposa. La llamaba "vieja cuervo" y otros comentarios vulgares. Pirckheimer tampoco ocultó su antipatía hacia Inés, a la que describió como una arpía avara con una lengua amarga, que contribuyó a la muerte de Durero a edad temprana. Algunos autores creen que el artista era bisexual, sino homosexual, debido al homoerotismo presente en varias de sus obras, así como la naturaleza íntima de su correspondencia con ciertos amigos varones muy cercanos.
A la muerte de Durero, siendo su única heredera, repartió sus acuarelas y siguió vendiendo sus obras grabadas, muy solicitadas.